# Traian Petrașcu
Traian Petrașcu  (n.20 mai 1881, Lancrăm - d.20 septembrie 1923 la Sebeș) a fost un medic, delegat și reprezentant al cercului electoral Cisnădie, Comitatul Sibiu la Marea Adunare Națională de la Alba Iulia.

## Date biografice
S-a născut în comuna Lancrăm la 20 mai 1881, din părinții Petrașcu Toma și soția Petrașcu Ioana, născută Șchiopu (agricultori fruntași din această comună).

## Studii
Școala primară a făcut-o în comuna natală, primele patru clase gimnaziale la Gimnaziul Evanghelic Luteran (Săsesc) Sebeș-Alba. Liceul superior l-a făcut la Sibiu, unde a luat și bacalaureatul. Universitatea a urmat-o la Cluj, luându-și doctoratul la Budapesta. Pe durata studiilor universitare a fost beneficiarul unei burse a Fundației Ioan Petran. A fost membru în Asociația Transilvană pentru Literatura Română și Cultura Poporului Român.

## Activitate profesională
Traian Petrașcu a servit ca medic în armata austro-ungară în timpul Primului Război Mondial în regimentul 23 Honvezi din Sibiu și ca medic de circumscripție în comuna Tălmaciu, jud. Sibiu. Dupa Marea Unire din 1918 va profesa ca medic la Sibiu, până în anul 1923. A încetat din viață joi, 20 septembrie 1923 (duminică, 23 septembrie, era programată nunta lui cu fata proprezbiterului gr.-or. Sergiu Medean din Sebeș), fără a lăsa urmași direcți.